# La Transmigration de Timothy Archer
La Transmigration de Timothy Archer (titre original : The Transmigration of Timothy Archer) est un roman de science-fiction écrit par Philip K. Dick, publié en 1982. 
Troisième tome de La Trilogie divine, précédé de SIVA (1980) et de L'Invasion divine (1981), c'est le 35e roman anthume de Dick, terminé et corrigé par ses soins juste avant son décès en mars.

## Résumé
La Transmigration de Timothy Archer est une biographie cachée sous l'apparence d'une fiction. Cette technique est récurrente chez Philip K. Dick, utilisée par exemple dans Le Maître du Haut Château. Le personnage Timothy Archer rapporte ici l'essentiel de la vie de l'évêque James Pike — qui fut le beau-père de Dick — et figurant parmi les prédicateurs les plus connus des États-Unis au XXe siècle. La carrière de Pike fut aussi brillante que scandaleuse, déclenchant plusieurs procès (et intentions de procès) en hérésie. Ce récit relève deux grands problèmes soulevés par le théologien : celui de la transmigration et de la subsistance des âmes suivant l'expérience de son propre fils suicidé[Qui ?] — et celui de la dimension physique du sacrement, notamment chimique et en l'occurrence de l'eucharistie. Pike souleva ces questions lorsqu'à la même époque le mouvement hippie avec Timothy Leary à sa tête (1963) suggérait une présence du LSD dans l'Eucharistie originelle. La possibilité historique de ce traitement chimique a été confirmée (1977) par Albert Hofmann son (re)découvreur[réf. incomplète], après le décès (1969) de Pike survenu lors de la recherche d'indices. Mais c'est en connaissance de ces éléments que Dick rédige son œuvre finale, publiée après sa mort en 1982. Ce témoignage du secret de Pike qu'il connaissait explique également l'épisode de suspicion de la fouille et ouverture de son coffre (1971) à la recherche de documents lors de l'évasion de Timothy Leary.[pas clair]

## Témoignage de Norman Spinrad
- Norman Spinrad, l'auteur de Jack Barron et l'Éternité est très critique vis-à-vis de l'ensemble de La Trilogie divine qu'il considère comme mineure dans l'œuvre de Dick. Mais il met absolument à part La Transmigration de Timothy Archer qu'il place à l'égal des plus grands romans de Dick : « ... "le dernier testament" de Philip K. Dick, ce n'est ni SIVA, ni L'Invasion divine, ni L'Exégèse de Philip K. Dick, ni le recueil d'interviews de Rickman. Le dernier testament de Philip K. Dick, c'est La Transmigration de Timothy Archer, son tout dernier roman. Une œuvre d'une lucidité lumineuse, tout imprégnée de bon sens, qui représente une percée considérable dans la carrière littéraire déjà bien avancée de Phil. (...) Le fait que La Transmigration de Timothy Archer soit le dernier roman de Philip K. Dick est à la fois une tragédie et un triomphe. (...) Un triomphe parce qu'il constitue un testament parfait, à la fois pour l'écrivain et pour l'homme. Avec ce roman, on retrouve un Dick en possession de tous ses moyens littéraires, au terme d'une carrière prématurément interrompue ; on y retrouve aussi une véritable méditation métaphysique, la véritable compréhension humaine déjà présente dans Ubik, Le Maître du Haut Château, Le Dieu venu du Centaure et Glissement de temps sur Mars après une longue période jalonnée d'œuvres secondaires[2] ».